# Список картин Яна Вермеера

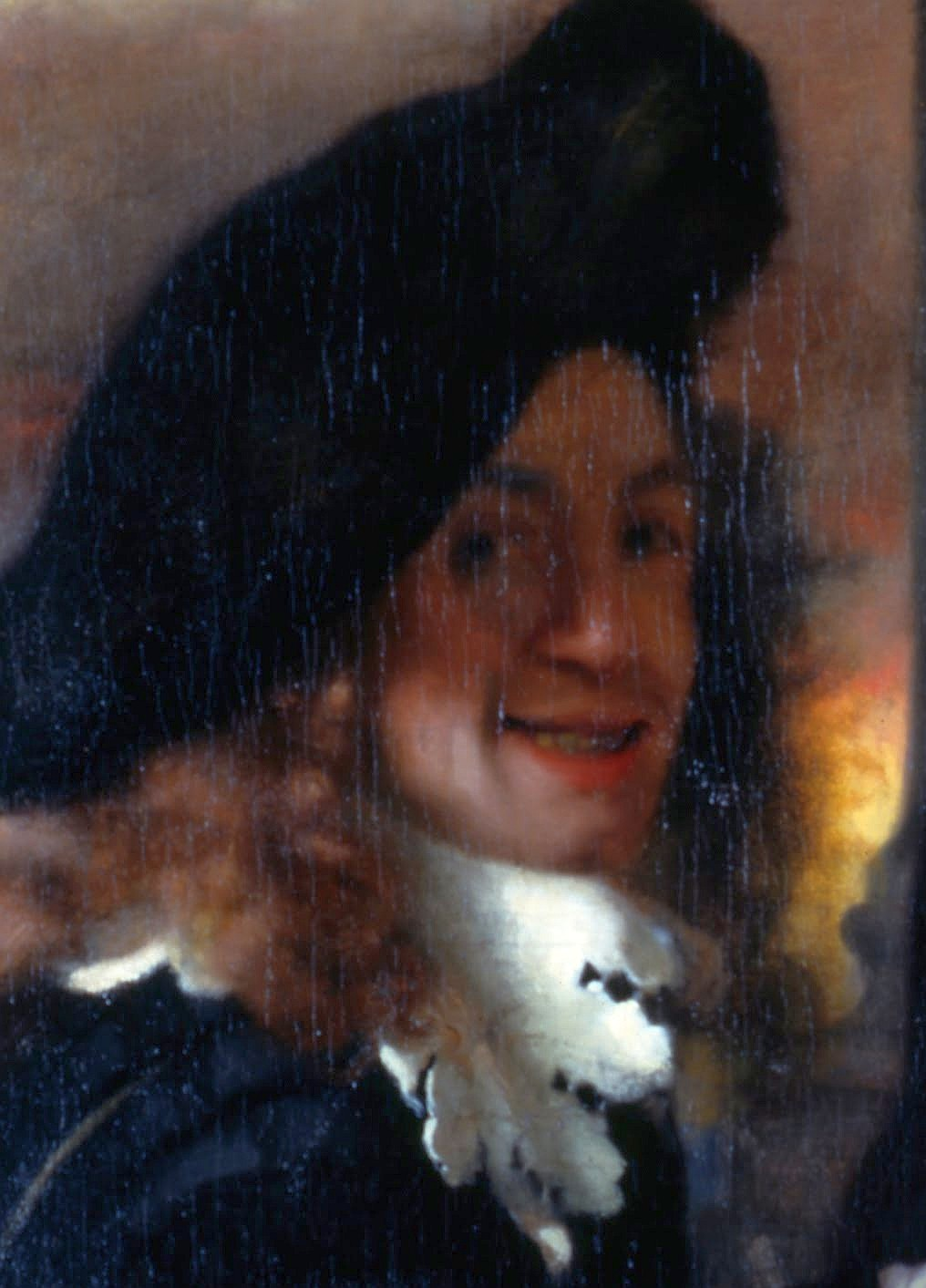
Предполагаемый автопортрет Яна Вермеера на картине «Сводница». 1656. Галерея старых мастеров, Дрезден

Творческое наследие нидерландского живописца Яна Вермеера (1632—1675) включает в себя картины бытового и религиозного жанра, а также два пейзажа. Представленный ниже список его картин охватывает период с 1653 года, когда художник женился и вступил в гильдию Святого Луки, и до смерти в 1675 году. Список разделен на работы с бесспорной и сомнительной атрибуцией.
После смерти художника его имя было забыто на два столетия. В 1860 году немецкий историк и художественный критик Густав Фридрих Вааген атрибутировал полотно «Аллегория Живописи» как работу Вермеера, а в 1866 году французский арт-критик Теофиль Торе-Бюргер издал каталог работ живописца, открыв его для широкой публики. Каталог привлёк международное внимание и полотна мастера стали приобретаться коллекционерами Европы и США и попадать в государственные коллекции. После этого Ян Вермеер был признан, наряду с Рембрандтом и Франсом Халсом, титаном Золотого века голландской живописи. Практически все произведения художника не датированы, поэтому год написания возможно установить лишь приблизительно.
Главным источником составления списка является один из последних каталогов художника, изданный в 2017 году за авторством Карла Шульца «Вермеер: полное собрание работ» (англ. Vermeer: The Complete Paintings), который включает в себя 37 полотен разной атрибуции.
Картины Яна Вермеера находятся в музеях восьми стран: Австрии, Великобритании (Англии и Шотландии), Германии, Ирландии, Нидерландов, США, Франции и Японии. Наибольшее количество полотен мастера сосредоточено в музейных собраниях США: 5 работ в Метрополитен-музее, 4 — в вашингтонской Национальной галерее искусства, 3 работы хранит Коллекция Фрика в Нью-Йорке, одна работа входила в собрание музея Музея Изабеллы Стюарт Гарднер (картина была украдена в 1990 году и до сих пор не найдена) и одна в частной коллекции (всего 14 работ). На родине живописца в Нидерландах его картины входят в собрание Рейксмюсеума (4 работы) и Королевской галереи Маурицхёйс (3 работы). В российских собраниях картин Вермеера нет.

## Список
Порядок размещения работ в списке определяется предположительной датой их создания.

### Бесспорная атрибуция
| №  | Картина | Название                                                                                       | Техника / Размер (см)      | Галерея | Примечания |
| -- | ------- | ---------------------------------------------------------------------------------------------- | -------------------------- | --- | ---------- |
| 1  |         | «Диана со спутницами» (Diana en haar Nimfen) ок. 1653—1654                                     | Холст, масло 97,8 × 104,6  | Королевская галерея Маурицхёйс, Гаага (поступила в 1876; куплена за 10 000 франков из собрания Нэвилла Голдсмида)                                        | [ 7 ]      |
| 2  |         | «Христос в доме Марфы и Марии» (Christus in het huis van Martha en Maria) ок. 1654—1656        | Холст, масло 158,5 × 141,5 | Национальная галерея Шотландии, Эдинбург (поступила в 1927 году из собрания Уильяма Аллана Коатса)                                                       | [ 9 ]      |
| 3  |         | «Сводница» (De koppelaarster) 1656                                                             | Холст, масло 143 × 130     | Галерея старых мастеров, Дрезден (поступила из собрания курфюрста Саксонского Фридриха Августа II (1696—1763))                                           | [ 12 ]     |
| 4  |         | «Спящая девушка» (Een slapent vrouwtje) ок. 1656—1657                                          | Холст, масло 87,6 × 76,5   | Метрополитен-музей, Нью-Йорк (поступила в 1913 году из собрания Бенжамина Олтмана)                                                                       | [ 16 ]     |
| 5  |         | «Девушка, читающая письмо у открытого окна» (Brieflezend meisje bij het venster) ок. 1657—1659 | Холст, масло 83 × 64,5     | Галерея старых мастеров, Дрезден (поступила из собрания курфюрста Саксонского Фридриха Августа II (1696—1763))                                           | [ 18 ]     |
| 6  |         | «Офицер и смеющаяся девушка» (De soldaat en het lachende meisje) ок. 1657                      | Холст, масло 50,5 × 46     | Коллекция Фрика, Нью-Йорк (куплена в 1911 году Генри Фриком из коллекции Сэмюэла Джозефа)                                                                | [ 20 ]     |
| 7  |         | «Бокал вина» (Het glas wijn) ок. 1658—1660                                                     | Холст, масло 67,7 × 79,6   | Картинная галерея, Берлин (приобретена в 1901 году из коллекции Генри Фрэнсиса Пэлем-Клинтон-Хоупа)                                                      | [ 22 ]     |
| 8  |         | «Молочница» (Het melkmeisje) ок. 1660                                                          | Холст, масло 45,5 × 41     | Рейксмюсеум, Амстердам (приобретена в 1908 году из коллекции семьи Сиксов по распоряжению Голландского правительства)                                    | [ 25 ]     |
| 9  |         | «Маленькая улица» (Het straatje) ок. 1658—1661                                                 | Холст, масло 54,3 × 44     | Рейксмюсеум, Амстердам (поступила в 1921 году из коллекции сэра Генриха Детердинга)                                                                      | [ 29 ]     |
| 10 |         | «Девушка с бокалом вина» (Dame en twee heren) ок. 1658—1661                                    | Холст, масло 78 × 67       | Музей герцога Антона Ульриха, Брауншвейг (поступила до 1710 года из коллекции Антона Ульриха Брауншвейгского)                                            | [ 32 ]     |
| 11 |         | «Прерванный урок музыки» (Onderbreking van de muziek) ок. 1659—1661                            | Холст, масло 39,4 × 44,5   | Коллекция Фрика, Нью-Йорк (куплена в 1901 году Генри Фриком из коллекции миссис Левис Фрай)                                                              | [ 34 ]     |
| 12 |         | «Вид Делфта» (Gezicht op Delft) ок. 1660—1661                                                  | Холст, масло 96,5 × 115,7  | Маурицхёйс, Гаага (в 1822 году куплена королём Нидерландов Виллемом I для Маурицхёйса)                                                                   | [ 36 ]     |
| 13 |         | «Урок музыки» (De muziekles) ок. 1662—1665                                                     | Холст, масло 74,1 × 64,6   | Королевская коллекция Карла III, Лондон (куплена в 1762 году королём Георгом III у Джозефа Смита)                                                        | [ 38 ]     |
| 14 |         | «Молодая женщина с кувшином воды» (Vrouw met waterkan) ок. 1662—1664                           | Холст, масло 45,7 × 40,6   | Метрополитен-музей, Нью-Йорк (дар Генри Маркванда в 1889 году)                                                                                           | [ 40 ]     |
| 15 |         | «Женщина с лютней» (De luitspeelster) ок. 1662—1664                                            | Холст, масло 51,4 × 45,7   | Метрополитен-музей, Нью-Йорк (передана музею Коллисом Хантингтоном)                                                                                      | [ 42 ]     |
| 16 |         | «Женщина, читающая письмо» (Brieflezende vrouw) ок. 1663                                       | Холст, масло 46,5 × 39     | Рейксмюсеум, Амстердам (поступила в музей в 1885 году)                                                                                                   | [ 45 ]     |
| 17 |         | «Женщина с жемчужным ожерельем» (Vrouw met parelsnoer) ок. 1663—1664                           | Холст, масло 56,1 × 47,4   | Картинная галерея, Берлин (куплена в 1874 году у коллекционера Бартольда Суэрмондта)                                                                     | [ 48 ]     |
| 18 |         | «Женщина, держащая весы» (Vrouw met weegschaal) ок. 1663—1664                                  | Холст, масло 40,3× 35,6    | Национальная галерея искусства, Вашингтон (дар семьи Уайднер в 1942 году)                                                                                | [ 51 ]     |
| 19 |         | «Концерт» (Het concert) ок. 1663—1666                                                          | Холст, масло 75,2 × 64,7   | местонахождение неизвестно; в 1990 году украдена из Музея Изабеллы Стюарт Гарден, Бостон (куплена в 1892 году на аукционе коллекции Теофиля Тор-Бюргера) | [ 53 ]     |
| 20 |         | «Дама, пишущая письмо» (Schrijvend meisje) ок. 1665—1667                                       | Холст, масло 45 × 39,9     | Национальная галерея искусства, Вашингтон (передана в дар галерее Гарри и Хорасом Хэвемайерами в 1962 году)                                              | [ 55 ]     |
| 21 |         | «Девушка с жемчужной серёжкой» (Het meisje met de parel) ок. 1665—1667                         | Холст, масло 44,5 × 39     | Маурицхёйс, Гаага (поступила в 1903 году по завещанию Арнольдуса Андриса де Томба)                                                                       | [ 57 ]     |
| 22 |         | «Портрет молодой девушки» (Meisjeskopje) ок. 1665—1667                                         | Холст, масло 44,5 × 40     | Метрополитен-музей, Нью-Йорк (передана в дар в 1979 году Чарльзом и Джейн Райтменами)                                                                    | [ 59 ]     |
| 23 |         | «Женщина в красной шляпе» (Meisje met de rode hoed) ок. 1665—1667                              | Холст, масло 22,8 × 18     | Национальная галерея искусства, Вашингтон (передана в дар в 1937 году Уильямом Эндрю Меллоном)                                                           | [ 61 ]     |
| 24 |         | «Хозяйка и служанка» (Dame en dienstbode) ок. 1666—1667                                        | Холст, масло 90,2 × 78,7   | Коллекция Фрика, Нью-Йорк (приобретена в 1919 году Генри Фриком у неизвестного лица)                                                                     | [ 64 ]     |
| 25 |         | «Аллегория Живописи» (Allegorie der Malerei) ок. 1666—1668                                     | Холст, масло 120 × 100     | Музей истории искусств, Вена (в коллекции музея с 1945 года; ранее принадлежала чешскому графскому роду Чернины)                                         | [ 68 ]     |
| 26 |         | «Астроном» (De astronoom) 1668                                                                 | Холст, масло 51,5 × 45,5   | Лувр, Париж (поступила в 1982 году из коллекции Ротшильдов)                                                                                              | [ 70 ]     |
| 27 |         | «Географ» (De geograaf) 1669                                                                   | Холст, масло 51,6 × 45,4   | Штеделевский художественный институт, Франкфурт-на-Майне (в 1885 году куплена за 9000 крон у Адольфа Иосифа Боша)                                        | [ 72 ]     |
| 28 |         | «Кружевница» (De kantwerkster) ок. 1669—1670                                                   | Холст, масло 23,9 × 20,5   | Лувр, Париж (поступила в 1870 году из коллекции барона Анны Виллема Карела ван Нагелла)                                                                  | [ 74 ]     |
| 29 |         | «Любовное письмо» (De liefdesbrief) ок. 1667—1670                                              | Холст, масло 44 × 38       | Рейксмюсеум, Амстердам (поступила в 1892 году) | [ 76 ]     |
| 30 |         | «Дама, пишущая письмо, со своей служанкой» (Schrijvende vrouw met dienstbode) ок. 1670—1671    | Холст, масло 72,2 × 59,7   | Национальная галерея Ирландии, Дублин (поступила в 1993 году из коллекции Альфреда Бейта)                                                                | [ 79 ]     |
| 31 |         | «Гитаристка» (De gitaarspeelster) ок. 1669—1672                                                | Холст, масло 51,4 × 45     | Кенвуд-хаус, Лондон (поступила в 1927 году; до этого в коллекции Эдварда Гиннесса, 1-го графа Айви)                                                      | [ 82 ]     |
| 32 |         | «Дама, стоящая у вирджиналя» (Staande virginaalspeelster) ок. 1670—1672                        | Холст, масло 51,8 × 45,2   | Национальная галерея, Лондон (поступила в 1892 году; до этого в коллекции Теофиля Тор-Бюргера)                                                           | [ 85 ]     |
| 33 |         | «Аллегория веры» (Allegorie op het geloof) ок. 1671—1674                                       | Холст, масло 114,3 × 88,9  | Метрополитен-музей, Нью-Йорк (поступила в 1931 году из коллекции Майкла Фридсема)                                                                        | [ 87 ]     |
| 34 |         | «Дама, сидящая за вирджиналем» (Zittende virginaalspeelster) ок. 1672—1675                     | Холст, масло 51,5 × 45,6   | Национальная галерея, Лондон (поступила в 1909 году из коллекции Джорджа Салтинга)                                                                       | [ 89 ]     |

### Сомнительная атрибуция
| № | Картина | Название                                                                  | Техника / Размер (см)     | Галерея | Примечания |
| - | ------- | ------------------------------------------------------------------------- | ------------------------- | --- | ---------- |
| 1 |         | «Святая Пракседа» (Sint Praxedis) 1655                                    | Холст, масло 101,6 × 82,6 | частная коллекция; в пользовании Национального музея западного искусства Токио с 2014 года                       | [ 91 ]     |
| 2 |         | «Девушка с флейтой» (Meisje met de fluit) ок. 1665—1670                   | Холст, масло 20 × 17,8    | Национальная галерея искусства, Вашингтон (поступила в 1939 году из собрания Джозефа Уайденера)                  | [ 96 ]     |
| 3 |         | «Девушка за вёрджинелом» (Zittende vrouw aan het virginaal) ок. 1670—1672 | Холст, масло 24,7 × 19,3  | Лейденская коллекция Томаса Каплана, Нью-Йорк (куплена на аукционе Кристис в 2008 году из коллекции Стива Винна) | [ 98 ]     |

## Комментарии
1. ↑  Данный каталог содержал 70 картин, бесспорно атрибутированных Вермееру[1].
2. ↑  Вариант названия картины — «Диана с нимфами»[5].
3. ↑  Вариант названия картины — «У сводни»[10].
4. ↑  Вариант названия картины — «Спящая молодая женщина»[13], «Спящая за столом дама, выпившая вина»[14].
5. ↑  Вариант названия картины — «Девушка с письмом»[3].
6. ↑  Вариант названия картины — «Военный и смеющаяся девушка»[3].
7. ↑  Варианты названия картины — «Служанка с кувшином молока», «Кухарка»[23].
8. ↑  Вариант названия картины — «Улица в Делфте»[26], «Улочка»[3], «Маленькая улочка в Делфте»[27].
9. ↑  Вариант названия картины — «Дама и два кавалера»[30].
10. ↑  Вариант названия картины — «Девушка в синем»[43].
11. ↑  Вариант названия картины — «Жемчужное ожерелье»[46].
12. ↑  Вариант названия картины — «Женщина, взвешивающая жемчуг»[49].
13. ↑  Вариант названия картины — «Дама и служанка с письмом»[62].
14. ↑  Варианты названия картины — «Искусство живописи»[65], «Живописец в мастерской»[66].
15. ↑  Вариант названия картины — «Ответное послание»[77].
16. ↑  Вариант названия картины — «Девушка, играющая на гитаре»[80].
17. ↑  Вариант названия картины — «Дама перед клавесином»[83].
18. ↑  Вариант названия картины — «Дама за клавесином»[83].
19. ↑  По мнению ряда исследователей картина «Девушка с флейтой» была начата Яном Вермеером, а окончена его неизвестным последователем[92][93][94].